# Christian Medard Manteuffel

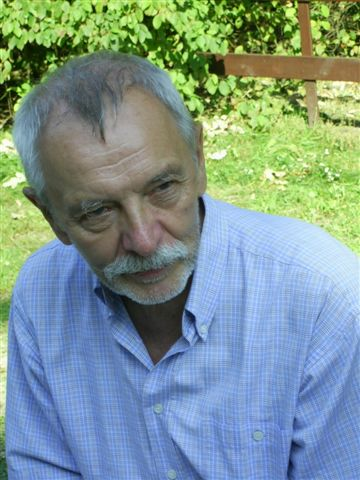
Krystian Medard Czerwiński (Christian Medard Manteuffel)

Christian Medard Manteuffel, właściwie Krystian Medard Czerwiński (ur. 28 maja 1938 w Brześciu Kujawskim) – polski poeta i pisarz, żyjący od 1988 w Niemczech.

## Życiorys
Ukończył szkołę średnią we Włocławku. Do 1988 pracował na różnych stanowiskach średniego i wyższego dozoru technicznego w przemyśle celulozowo-papierniczym, w Świeciu i Kielcach.
W 1962 zadebiutował na łamach tygodnika „Pomorze” wydawanego w Bydgoszczy. W 1968 Ludowa Spółdzielnia Wydawnicza wydała jego zbiór opowiadań Stemplowanie siwych koni. W latach 70. sporadycznie publikował wiersze i krótkie utwory prozaiczne w różnych czasopismach w Polsce.
Od 1979 do 1981 jego twórczość była publikowana w czasopismach i książkach wydawnictw podziemnych. Jego wiersze ukazały się m.in. w Antologii Poezji Odnowy Poeta Pamięta obok twórczości Czesława Miłosza i Bertolta Brechta, wydanej przez podziemnie Wydawnictwo im. gen. Nila-Fieldorfa w Warszawie.
Po stanie wojennym wyemigrował do Niemiec, gdzie leczył się z długotrwałej choroby serca i przerwał twórczość pisarską.
W 2004 został zaproszony na „Dni Poezji UNESCO” w Warszawie. Od tego czasu wrócił do twórczości. Jego wiersze i utwory prozatorskie były wydawane w kilku czasopismach w Polsce: („Poezja Dzisiaj”, „Tytuł”, „Pogranicza”, „Pobocza”, „Akant”, „Temat”, „Midrasz”, „Znaj”, „Przegląd Powszechny”, „Odra”, „Zeszyty Poetyckie”, „Gazeta Kulturalna”), Niemczech („Der Literat”) i prasie polonijnej („Przegląd Polski” – USA, „Zarys” – Niemcy, „Jupiter” – Austria, „Nad Wilją” – Litwa), „Recogito” (Francja). Ukazało się także kilka antologii z jego twórczością, nakładem macierzystej MBP we Włocławku, w Niemczech „Gedichte aus den Scheidewegen” w „Wort-und-Mensch-Verlag” – Köln włączone przez „Deutsches Polen Institut” do zbioru: Polnische Literatur in Deutscher Übersetzung.
Członek niemieckiego stowarzyszenia literackiego Else-Lasker-Schüler-e.V., które statutowo zajmuje się przywracaniem literaturze autorów, których książki palone były na stosach w roku 1933. W Polsce jest członkiem Klubu Literackiego „Dąbrówka” w Poznaniu.
Od rodzinnego miasta Brześć Kujawski otrzymał honorowy tytuł: „Twórca Ziemi Brzeskiej”.

## Nagrody
Jest laureatem wielu nagród w konkursach literackich, m.in. w III edycji konkursu literackiego O Pióro Prezydenta Warszawy Wędrówki po mojej Warszawie – tu jest moje miejsce za wiersz „...powiedz Warszawie, że to ja jestem”, nagrodę specjalną w XXIII Finale Ogólnopolskiego Konkursu Literackiego im. Mieczysława Stryjewskiego w Lęborku oraz jedną z dwóch drugich nagród w II Ogólnopolskim Konkursie Poezji im. Zbigniewa Herberta w Otwocku.

## Książki
- 1968: Stemplowanie siwych koni (zbiór opowiadań), Ludowa Spółdzielnia Wydawnicza, Warszawa.
- 1981: Wiersze w Antologii Poezji Odnowy Poeta Pamięta, podziemnie Wydawnictwo im. gen. Nila-Fieldorfa, Warszawa.
- 2005: Zbiór wierszy Gedichte aus den Scheidewegen (Wiersze z rozstajnych dróg), Wort-und-Mensch, Verlag, Köln. ISBN 3-9808815-9-8.
- 2005: Epistolarna opowieść poetycka Listy do Kamy, Miejska Biblioteka Publiczna we Włocławku, ISBN 83-919382-9-8.
- 2008: Słone chabry. Comédie larmoyante (wiersze i proza); Wydawnictwo ZO ZLP w Bydgoszczy Temat, ISBN 978-83-60943-72-4.
- 2008: Zaklęcia (wiersze i eseje), Miejska Biblioteka Publiczna we Włocławku, ISBN 83-922812-7-6.
- 2013: Dolina Fosylii. Impresje polskie w niemieckim krajobrazie literackim (eseje). Miejska Biblioteka Publiczna we Włocławku, ISBN 978-83-62458-28-5.